# 세종시 연화사 칠존불비상
세종시 연화사 칠존불비상(世宗市 蓮花寺 七尊佛碑像)은 세종특별자치시 연서면 연화사에 있는 남북국 시대 신라의 조각이다. 1978년 12월 7일 대한민국의 보물 제650호로 지정되었다.

## 개요
이 칠존불비상은 반타원형의 납석(蠟石)으로 만들어진 불비상(佛碑像)의 하나로 앞뒤 양면에 조각이 되어 있다.
주형(舟形)의 화강암에 본존여래좌상을 중심으로 협시보살 2구, 인왕상 2구 등 7존(尊)이 새겨져 있다. 본존불(本尊佛)은 심하게 파손되어 있어 자세히 알 수 없으나, 손의 모양과 옷 주름의 형태 등으로 보아 아미타불(阿彌陀佛)로 추정된다. 아미타불은 영원한 수명과 무한한 광명을 보장해주는 부처로 어떤 중생이라도 착한 일을 하고 아미타불을 지극 정성으로 부르면 서방극락의 아름다운 정토(淨土)로 맞아간다고 한다.
본존불의 광배 바깥쪽에는 줄기가 달린 연꽃 위에 가부좌한 화불 3구가 보이는데, 배치간격으로 미루어 원래는 모두 7구였던 것으로 추정된다. 화불 사이의 여백은 사실적인 불꽃 문양으로 메워져 있다.
뒷면 하단에도 앞면에서 연속되는 대석부를 조각하고 그 윗면에 주형광배를 배경으로 여래좌상 1구를 새겼으며, 그 좌우에 계유명전씨아미타불비상에서와 같이 줄기와 잎이 달린 연꽃이 솟아 있다. 연기지역 불교의 높은 수준과 끊이지 않고 이어지는 전통을 헤아려 볼 수 있는 중요한 자료이다.
이 연화사 칠존불비상은 2010년 7월 9일 칠존석불상에서 명칭이 변경되었다.

## 같이 보기
- 연화사

## 참고 자료
- 세종시 연화사 칠존불비상 - 국가유산청 국가유산포털